# Sécrétome
Le sécrétome est l’ensemble des molécules organiques et inorganiques sécrétées par les cellules, des tissus, des organes et des organismes biologiques,. Le concept de sécrétome ou sécrétomique est notamment utilisé pour se référer à tous les molécules produites naturellement pour établir un diagnostic médical. Cependant, on parle plus souvent du protéome, c'est-à-dire des protéines sécrétées d'une espèce donnée.